# Rahā
Rahā är en ort i Indien.   Den ligger i distriktet Nagaon och delstaten Assam, i den östra delen av landet, 1 500 km öster om huvudstaden New Delhi. Rahā ligger 64 meter över havet och antalet invånare är 4 724.
Terrängen runt Rahā är mycket platt. Runt Rahā är det tätbefolkat, med 442 invånare per kvadratkilometer. Närmaste större samhälle är Marigaon, 16,9 km väster om Rahā. Trakten runt Rahā består till största delen av jordbruksmark.